# Cosmopolitan of Las Vegas
The Cosmopolitan of Las Vegas ou Cosmopolitan of Las Vegas (anciennement The Cosmopolitan Resort & Casino) est un complexe hôtelier-resort-casino de luxe situé à Las Vegas, sur le territoire de Paradise, dans l'État du Nevada. Il se trouve juste au sud du Bellagio sur la rive ouest du Strip. Son adresse est 3708 Las Vegas Boulevard South, Las Vegas, NV 89109.

## Description
L’ensemble consiste en deux tours de grande hauteur : la Beach Club Tower, (183,95 mètres, 51 étages) et la Casino Spa Tower, (183,95 mètres, 53 étages). Les équipes d'architectes chargées du projet sont Friedmutter Group et Arquitectonica. Ces derniers sont assistés par The Rockwell Group, Jeffrey Beers, Adam Tihany, et Bentel & Bentel pour le design d'intérieur ainsi que DeSimone Consulting Engineers pour l’ingénierie.
L'hôtel propose 3 041 chambres, 9 300 mètres carrés d'espace de jeux (casino), 28 000 m² pour les commerces, les loisirs et la restauration, 3 700 m² pour le spa et le centre de fitness, 14 000 m² d'espace de réunion, de congrès et d'exposition. De plus, l'hôtel dispose d'un théâtre de 1 800 places assises.
The Cosmopolitan of Las Vegas est le second hôtel de la ville, après The Palazzo, à disposer d'un parking souterrain sous le bâtiment. Par conséquent, le parking a été construit en premier. En décembre 2007, les travaux furent terminés à l’emplacement d'un trou de 21 mètres pour la mise en place de la structure de stationnement, tandis que d'autres travaux de fondation étaient en cours.

## Histoire
La construction du complexe a commencé en octobre 2005 et il fut inauguré le 15 décembre 2010. Sa construction coûta 3,9 milliards de dollars à ses propriétaires.
Le projet est lancé par la compagnie 3700 Associates, LLC, menée par Ian Bruce Eichner et Steven Munchin. À l'origine, l'hôtel-casino devait ouvrir et être géré par la chaîne internationale Hyatt Hotels sous le nom de Grand Hyatt Las Vegas.

## Galerie

Ancien logo
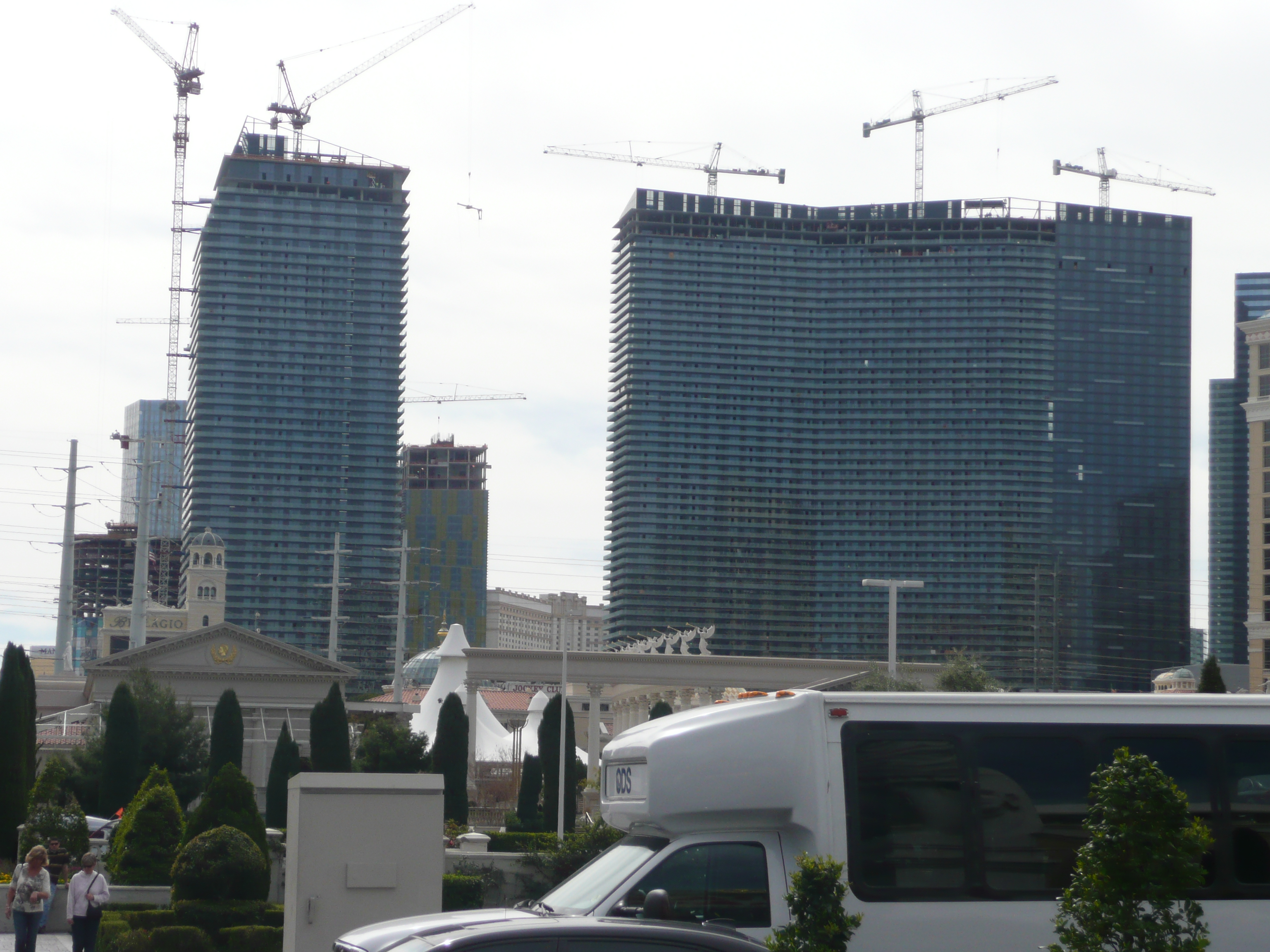
Cosmopolitan en chantier (2009)